# Misato (Kumamoto)
Misato (美里町?, Misato-machi) è una cittadina giapponese della prefettura di Kumamoto.